# Paolo Trinchera
Paolo Trinchera, anche nella grafia Trincherà, conosciuto anche come Paul Trinchera (Napoli, 7 maggio 1889 – Torino, 5 marzo 1948), è stato un regista e produttore cinematografico italiano.

## Biografia
Iniziò a negli Stati Uniti con il nome Paul Trinchera, per poi ritornare in Italia dove collaborò prima con l'Ambrosio Film e poi con l'Itala Film.
Negli anni venti fondò a Torino la Trinchera Film, che ebbe al suo attivo tre produzioni. Nel 1925 diresse un film in Brasile dal titolo Quando Elas Querem.

## Filmografia parziale

### Regista
- Gyp co-regia con Domenico Gambino (1918)
- Chonchette (1918)
- Cuori e caste (1919)
- Fuga in re maggiore (1919)
- Satanella bionda (1920)
- La contessina Chimera (1920)
- La signorina dell'altro mondo (1920)
- La modella di Tiziano (1921)
- Una signorina in lotteria (1921)
- Wellington contro se stesso (1923)
- Il forzato dell'amore (1923)

### Produttore
- Una signorina in lotteria (1921)
- Wellington contro se stesso (1923)
- Il forzato dell'amore (1923)